# SM U-90 (1917)
SM U-90 – niemiecki okręt podwodny typu U-87 zbudowany w Kaiserliche Werft Danzig w Gdańsku w latach 1915-1917. Wodowany 12 stycznia 1917 roku, wszedł do służby w Cesarskiej Marynarce Wojennej 2 sierpnia 1917 roku. 10 września 1917 roku został przydzielony do III Flotylli pod dowództwem kapitana Waltera Remy. U-90 w siedmiu patroli zatopił 30 statków nieprzyjaciela o łącznej wyporności 74 175 BRT oraz dwa uszkodził o łącznej wyporności 8594 BRT.
W czasie pierwszego patrolu na Morzu Celtyckim, około 100 mil na północny zachód od Penmarch, 25 września 1917 roku, U-90 zatopił francuski kuter rybacki „Union Republicaine” o wyporności 44 BRT. 27 września U-90 zatopił kolejne trzy francuskie kutry rybackie: „Deux Jeannes” o wyporności 50 BRT, „Liberte” o wyporności 49 BRT oraz „Peuples Freres” o wyporności 41 BRT. Kutry zostały zatrzymane, a następnie zatopione około 30 mil na południowy zachód od Ouessant w Bretanii. W czasie tego samego patrolu, na przełomie września i października, U-90 zatopił kolejne cztery statki, zaś 30 września dwa brytyjskie parowce. 340 mil na zachód od Ouessant „SS Drake” o wyporności 2267 BRT, płynący z ładunkiem towarów oraz materiałami wybuchowymi z Londynu do Genui, a następnie około 40 mil bliżej do wybrzeży Francji „SS Heron” o wyporności 885 BRT, płynący z Newcastle do Oporto z ładunkiem węgla. W wyniku ataku torpedowego zginęło 22 członków załogi parowca.
W czasie drugiego patrolu U-90 zatopił dwa brytyjskie statki. 20 listopada 1917 roku 155 mil na południowy zachód od Bishop Rock statek żaglowy „Robert Morris” (146 BRT) płynący z Cardiff do Lizbony z ładunkiem węgla. Następnego dnia w ataku torpedowym łupem U-90 padł duży parowiec „Aros Castle” o wyporności 4460 BRT płynący po ładunek z Londynu do Baltimore. W czasie zatonięcia dwóch marynarzy poniosło śmierć.
31 maja 1918 roku około dziewiątej rano, około 600 mil od Brestu, U-90 zaatakował amerykański statek USS „President Lincoln” o wyporności 18 168 BRT, transportujący żołnierzy z Brestu do Stanów Zjednoczonych. „President Lincoln” został trafiony trzema torpedami i zatonął po około 20 minutach. W wyniku ataku śmierć poniosło 26 ludzi, a kapitan Edouard Izac został wzięty do niewoli przez kapitana Waltera Remy jako dowód na zatopienie statku.
1 sierpnia 1918 roku dowódcą okrętu na miesiąc został Helmut Patzig. W czasie jednego patrolu pod jego dowództwem U-90 zatopił 5 statków oraz jeden uszkodził. 15 sierpnia na Atlantyku storpedowany przez U-90 zatonął amerykański parowiec „Montanan” o wyporności 6659 BRT, płynący z Nowego Jorku do Saint-Nazaire, w wyniku ataku zginęło 5 członków załogi. 16 sierpnia U-90 storpedował amerykański parowiec „West Bridge” o wyporności 5189 BRT, płynący z Seattle do Bordeaux. Statek został poważnie uszkodzony i opuszczony przez załogę, ale nie zatonął i został doholowany do stoczni w Breście.
1 września 1918 roku Patzig został zastąpiony przez kapitana Heinricha Jess. Pod dowództwem Jessa U-90 zatopił dwa statki brytyjskie.
20 listopada 1918 roku okręt został poddany Royal Navy i zezłomowany na przełomie 1919 i 1920 roku.